# Гущера (комикси)
Доктор Кърт Конърс (на английски: Dr. Curt Conners), познат още и като Гущера (на английски: Lizard) е измислен злодей на Марвел Комикс. Създаден е от Стан Лий и Стив Дитко. Първата му поява е в The Amazing Spider-man през ноември 1963 година. Доктор Къртис Конър успява да си създаде свръхчовешки сили в резултат на излагане на мутагенни химикали, които му позволяват да се трансформира в гущер. В човешка форма той няма тези сили. Той е изключително интелигентен и изучава полета като генетика, биохимия и херпетология.